# Baska Barbara
Baska Barbara (Budapest, 1984. július 17.) magyar grafikusművész, operatőr, filmrendező.

## Élete
Tanulmányait a Magyar Képzőművészeti Egyetem tervezőgrafika szakán végezte, majd a Színház- és Filmművészeti Egyetem Film- és TV operatőr szakán szerzett mesterdiplomát. 2015-től 2021-ig a Színház- és Filmművészeti Egyetem óraadó tanára. 2020-tól a Moholy-Nagy Művészeti Egyetem óraadó tanára, ahol jelenleg doktori tanulmányait is végzi. 2021-től a Színház- és Filmművészeti Egyetem tanársegédje.
Több művészeti át képviselője, filmekkel, reklámgrafikával és irodalommal is foglalkozik. Munkáiban a tömörségre, egyszerűségre összpontosít. Közel áll hozzá a japán kultúra, 2022-ben megjelent verseskötetében haikukon keresztül mesél fizikai szenvedésről, félelemről, reményről és anyává válásról.
Tervezőgrafikusként arculattervezéssel és plakátokkal foglalkozik. Fontosabb munkái között szerepel a Clark Hotel teljes arculata, valamint az arculatot erősítő belsőépítészeti munkái, az Adrienne Feller márka és kozmetikumok arculata és csomagolásai. Jelenleg színházi plakátokat tervez.
Édesanyja Rényi Katalin képzőművész, édesapja Baska József festőművész. Testvére Baska Balázs grafikusművész, filmes. Nagyapja Rényi Tamás filmrendező. Két gyermek édesanyja. 

## Filmes munkái
Dokumentumfilmek, rövidfilmek, reklámfilmek és videóklipek készítésében is részt vesz. Jelenleg is aktív, legújabb filmje a Baska magyarul beszél, melyben a kitelepítés elől menekülő felvidéki magyarság sorsát mutatja be édesapja, Baska József visszaemlékezésein keresztül.
- Genezis (2007)[13] kísérleti rövidfilm – rendező
- 8 (2007) szkeccsfilm – operatőr
- Óperenciám (2008) kisjátékfilm – operatőr
- Felnőttek mind (2009) kisjátékfilm – operatőr
- Kút a nap alatt (2010)[14] kisjátékfilm – operatőr
- Pluszminusz (2010)[15] rövidfilm – operatőr
- PRE (2010)[16] kísérleti rövidfilm – rendező, operatőr
- Kelen (2011)[17] kisjátékfilm – rendező
- Képek az árvízről (2014) dokumentumfilm – operatőr
- Baska magyarul beszél (2023)[18] dokumentumfilm – rendező

## Könyvei
- Baska Barbara: Deus ex machina; Haikuk.[19] Budapest, 2022
- Baska Barbara (szerk.): Baska magyarul beszél;[20] Budapest, 2023

## Elismerések
- Aranyszem Operatőri Fesztivál, Aranyszem díjra jelölés a PRE c. kisfilmmel (2010)
- Női Kiválóság Díj jelölés, Amerikai Kereskedelmi Kamara (2012)
- Gastro&Hotel Design Award – Az év HotelDesign logója, arculata – Hotel Clark nagyarculat (2018)
- MMA Művészeti Ösztöndíj pályázat nyertese (2019-2022)